# Tamagotchi
Tamagotchi (たまごっち IPA: [tamaɡotꜜtɕi]) là một thú cưng kỹ thuật số cầm tay do Yokoi Akihiro của WiZ và Maita Aki của Bandai sáng tạo ra. Hãng Bandai phát hành máy lần đầu vào ngày 23 tháng 11 năm 1996 tại Nhật Bản và tháng 5 năm 1997 ở phần còn lại của thế giới, máy nhanh chóng trở thành một trong những món đồ chơi thông dụng nhất của thập niên 1990 và đầu những năm 2000. Đến tháng 3 năm 1999, đã có hơn 40 triệu máy đã được bán. Tính đến năm 2010, hơn 76 triệu Tamagotchis đã được bán trên toàn thế giới. Tính đến năm 2017, hơn 82 triệu máy đã bán ra. Hầu hết Tamagotchi có dạng như là một máy tính nhỏ hình quả trứng với giao diện thường bao gồm ba nút.
Theo Bandai, tên gọi của sản phẩm là kết hợp của hai từ tiếng Nhật tamago (たまご tamago), có nghĩa là "quả trứng" và uotchi (ウオッチ uotchi) có nghĩa là "đồng hồ". Do đó, cái tên đôi khi được tây hóa thành Tamagotch không có chữ "i" tại Nhật Bản. Hầu hết tên của các nhân vật Tamagotchi đều kết thúc bằng chữ chi (ち chi) trong tiếng Nhật, với một vài ngoại lệ.

## Lịch sử

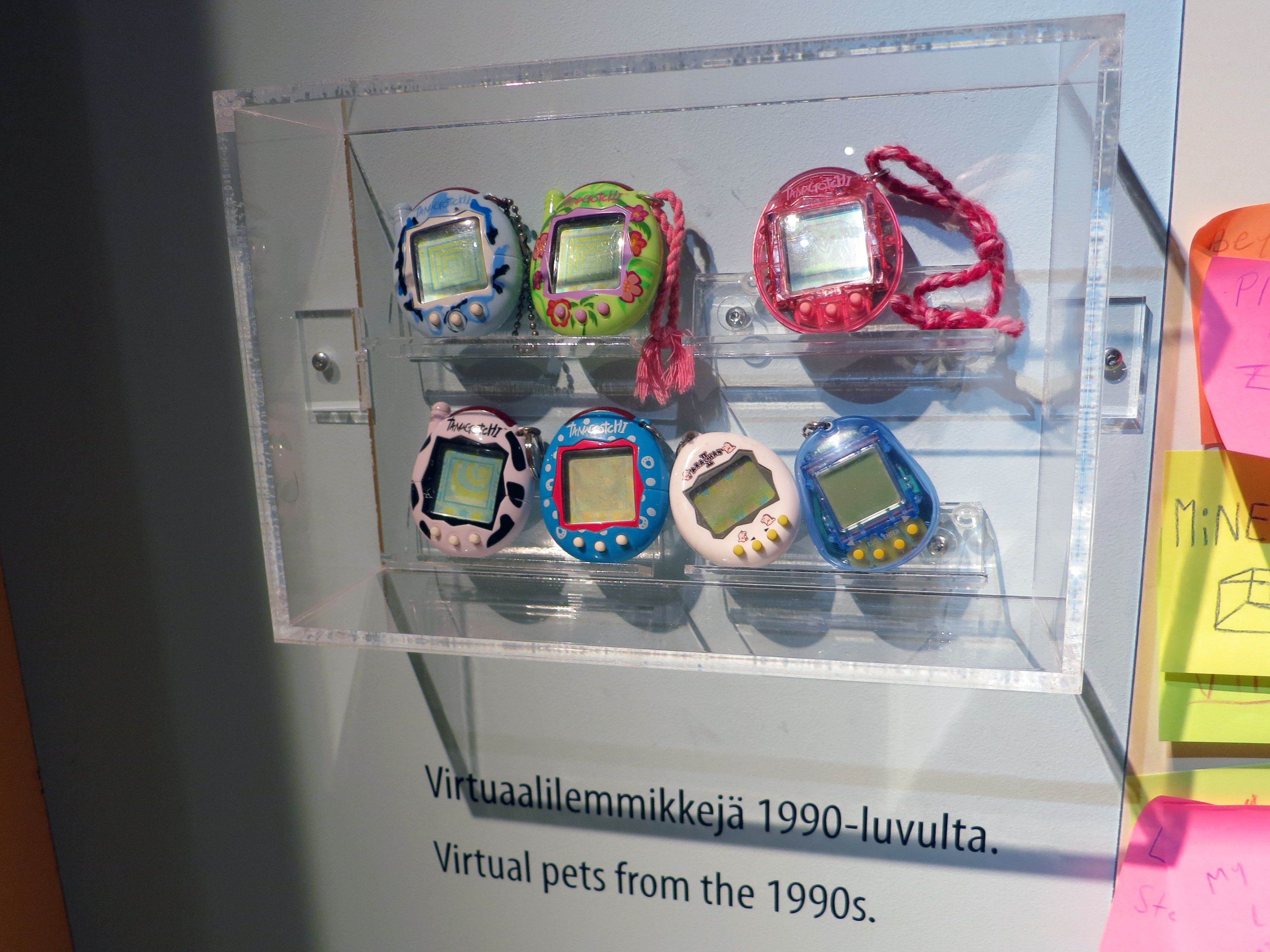
Tamagotchi được trưng bày tại Bảo tàng Truyền thông Rupriikki ở Tampere, Phần Lan

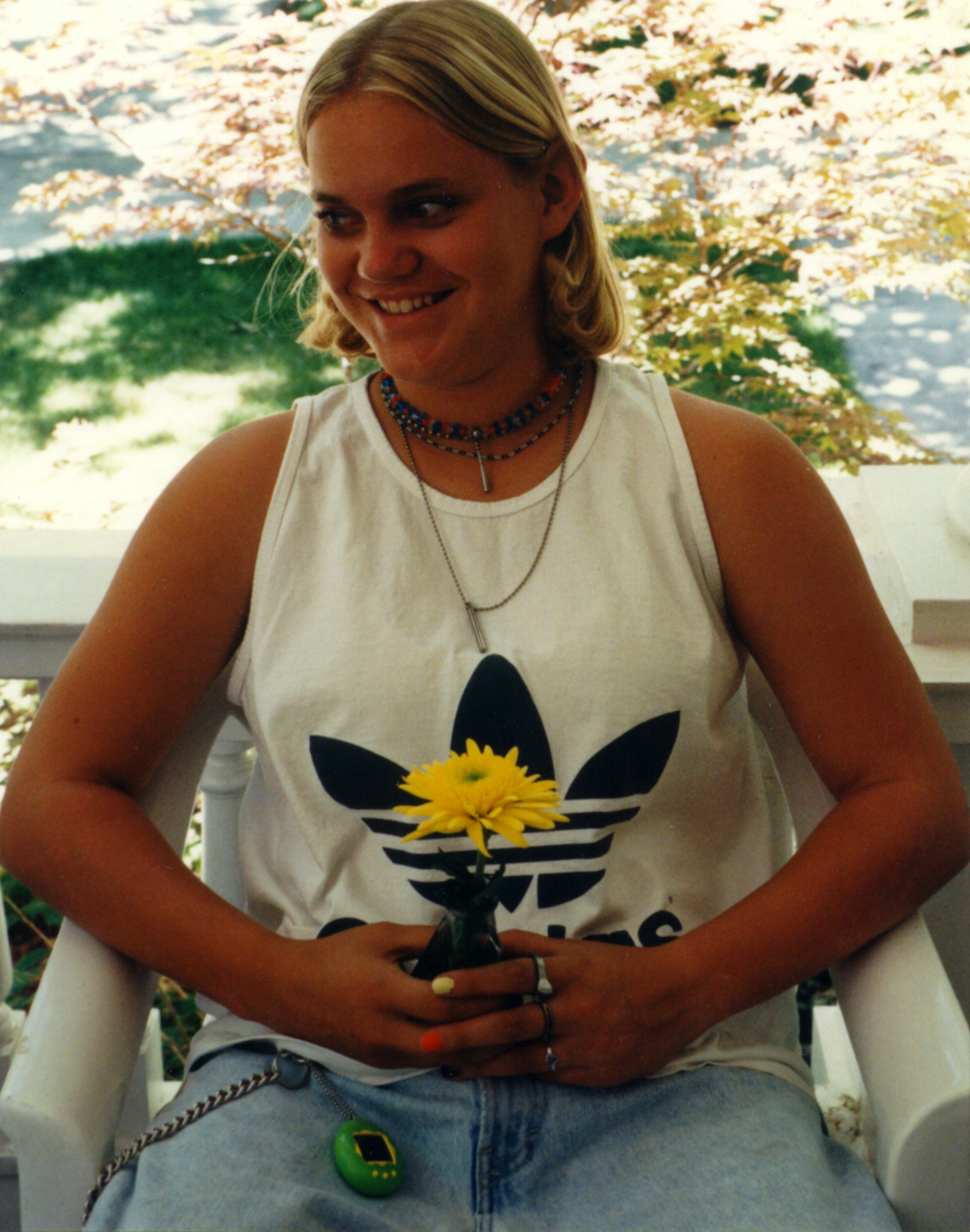
Một cô gái người Mỹ với Tamagotchi gắn vào túi, 1997

Tamagotchi được Maita Aki phát minh ra, cô cũng từng giành giải thưởng Ig Nobel 1997 về kinh tế. Tamagotchi là một trò chơi mô phỏng thú cưng ảo có kích thước nhỏ như móc khóa. Các nhân vật là những sinh vật đầy màu sắc và được thiết kế đơn giản dựa trên động vật, đồ vật hoặc con người. Bắt đầu với Tamagotchi Plus/Connection 2004, một làn sóng Tamagotchi thứ hai đã xuất hiện, với thiết kế đồ họa khác bởi JINCO và lối chơi được xây dựng dựa trên thế hệ đầu tiên. Tuy nhiên, câu chuyện đằng sau các trò chơi vẫn giống nhau: Tamagotchis là một loài người ngoài hành tinh nhỏ ký gửi một quả trứng trên Trái đất để xem cuộc sống như thế nào, và người chơi phải nuôi trứng thành một sinh vật trưởng thành. Sinh vật trải qua nhiều giai đoạn tăng trưởng và sẽ phát triển khác nhau tùy theo sự chăm sóc của người chơi, chăm sóc tốt hơn sẽ dẫn đến một sinh vật trưởng thành thông minh hơn, hạnh phúc hơn và cần ít sự chú ý hơn. Trò chơi có thể khác nhau rất nhiều giữa các phiên bản, một số phiên bản như TamagoChu, đòi hỏi ít hoặc không cần quan tâm từ người chơi.
Bandai phát hành Tamagotchi ở Nhật Bản vào tháng 11 năm 1996, ban đầu tiếp thị chúng độc quyền cho các cô gái tuổi teen. Bandai và WiZ sau đó sáng tạo ra một phiên bản Tamagotchi dành cho phái mạnh gọi là Digital Monster, sinh ra nhượng quyền thương mại Digimon.

## Lối chơi
Khi kích hoạt món đồ chơi, một quả trứng xuất hiện trên màn hình. Sau khi đặt đồng hồ của Tamagotchi, quả trứng sẽ ngọ nguậy trong vài phút, sau đó nở thành một con thú cưng nhỏ. Trong các phiên bản sau này, việc nhập tên và ngày sinh của người chơi cũng được yêu cầu khi đặt đồng hồ, lúc đó người chơi có thể đặt tên cho thú cưng và tìm hiểu về nhóm gia đình và/hoặc giới tính của nó. Người chơi có thể chăm sóc thú cưng nhiều hay ít tùy ý và kết quả phụ thuộc vào hành động của người chơi. Tamagotchis đầu tiên chỉ có thể được tạm dừng bằng cách cài đặt lại đồng hồ, ngăn thời gian trôi qua trong trò chơi, nhưng trong các phiên bản sau này chức năng tạm dừng đã có sẵn.
Thú cưng có chỉ số Hunger meter, Happy meter, Bracelet meter và Discipline meter để xác định thú cưng có khỏe mạnh hay cư xử tốt như thế nào. Ngoài ra còn có chức năng kiểm tra độ tuổi và cân nặng hiện tại của thú cưng. Làm đầy chỉ số Hunger bằng cách cho thú cưng ăn một bữa ăn (thường là một ổ bánh mì) hoặc một bữa ăn nhẹ (thường là một mẩu kẹo). Làm đầy chỉ số Happy bằng cách chơi các trò chơi nhỏ với thú cưng hoặc cho nó ăn nhẹ (không có giới hạn nào cho việc này, nhưng có giới hạn về số lượng bữa ăn có thể được cho ăn). Các trò chơi nhỏ khác nhau giữa các phiên bản, nhưng chủ yếu liên quan đến việc đoán xem thú cưng sẽ rẽ theo hướng nào (trái hoặc phải) trong vòng 5 lần thử. Chỉ số Discipline có thể được lấp đầy bằng cách nhấn tùy chọn "mắng" khi thú cưng kêu gọi sự chú ý nhưng từ chối chơi hoặc được cho ăn một bữa ăn. Thỉnh thoảng thú cưng sẽ để lại phân xung quanh màn hình và có thể bị bệnh nếu chúng không được dọn dẹp. Trước khi thú cưng đi vào phòng tắm, nó sẽ làm một khuôn mặt đặc trưng và những đường hôi thối sẽ xuất hiện xung quanh nó. Nếu người chơi kích hoạt biểu tượng nhà vệ sinh, trước khi thú cưng đi vệ sinh, thú cưng sẽ sử dụng nhà vệ sinh. Khi thực hiện nhiều lần, nghĩa là bạn đã đào tạo thú cưng tự đi bô.
Nếu thú cưng bị bệnh, một biểu tượng đầu lâu xuất hiện bên cạnh khi nó ngồi yên ở phía dưới màn hình, với một biểu hiện không vui. Thú cưng có thể bị bệnh vì một số lý do như cho ăn quá nhiều đồ ăn nhẹ hoặc không làm sạch phân. Thú cưng có thể chết nếu bệnh tật không được kiểm soát. Thú cưng có thể được chữa khỏi bằng cách nhấn tùy chọn "Thuốc". Thông thường một con vật cưng sẽ không chơi hoặc được cho ăn khi bị bệnh.
Thú cưng thường ngủ thiếp đi vào ban đêm. Ban đầu người chơi có tùy chọn tắt đèn khi thú cưng ngủ (nó sẽ tự bật đèn khi thức dậy). Để nuôi thú cưng khỏe mạnh, người chơi được khuyến khích nhưng không bắt buộc phải tắt đèn khi thú cưng ngủ. Trong các phiên bản gần đây, thú cưng tự tắt đèn khi đi ngủ. Các phiên bản gần đây cũng cho phép đánh thức thú cưng trong một thời gian ngắn khi nó đã ngủ. V5 có ba đứa trẻ nhìn ra ngoài cửa sổ khi chúng thức dậy vào buổi sáng và trước khi đi ngủ vào ban đêm.

### Vòng đời
Thú cưng trải qua nhiều giai đoạn phát triển riêng biệt trong suốt vòng đời của nó. Mỗi giai đoạn kéo dài một khoảng thời gian nhất định, tùy thuộc vào phiên bản của đồ chơi và khi đến giai đoạn mới, đồ chơi sẽ phát ra tiếng leng keng và ngoại hình của thú cưng thay đổi. Thú cưng có thể "chết" do chăm sóc kém, tuổi già, bệnh tật và trong một vài phiên bản, biến thành động vật ăn thịt. Các giai đoạn vòng đời của thú cưng là Baby, Child, Teen, và Adult. Các mô hình Tamagotchi sau này có thêm Senior. Thông thường tuổi của thú cưng sẽ tăng lên khi nó thức dậy sau thời gian ngủ.
Chăm sóc kém có thể khiến thú cưng chết, nhưng nó cũng có thể chết vì tuổi già. Nếu một con thú cưng cũ chết mà không sinh con, dòng họ của nó cũng kết thúc. Tamagotchi của Nhật Bản thường có ma và bia mộ khi thú cưng chết, nhưng phiên bản tiếng Anh đã được thay đổi thành một thiên thần khi chết, hoặc đơn giản là một UFO để nó quay trở lại hành tinh của nó. Thường thì màn hình sẽ hiển thị hình ảnh chuyển tiếp, cho thấy thú cưng có vẻ bị bệnh, hộp sọ nhấp nháy và tiếng bíp. Sau đó, màn hình hiển thị một phiên bản hạnh phúc của thú cưng nhấp nháy với tiếng bíp dài hơn, với một quả trứng ở bên phải màn hình, cuối cùng là hiển thị thú cưng biến thành thiên thần (như đã nói ở trên). Nhấn nút giữa để biết tuổi thú cưng chết. Sau khi thú cưng chết, người chơi có thể khởi động lại từ đầu bằng cách nhấn cùng lúc A và C.

## Tính năng cơ học mới

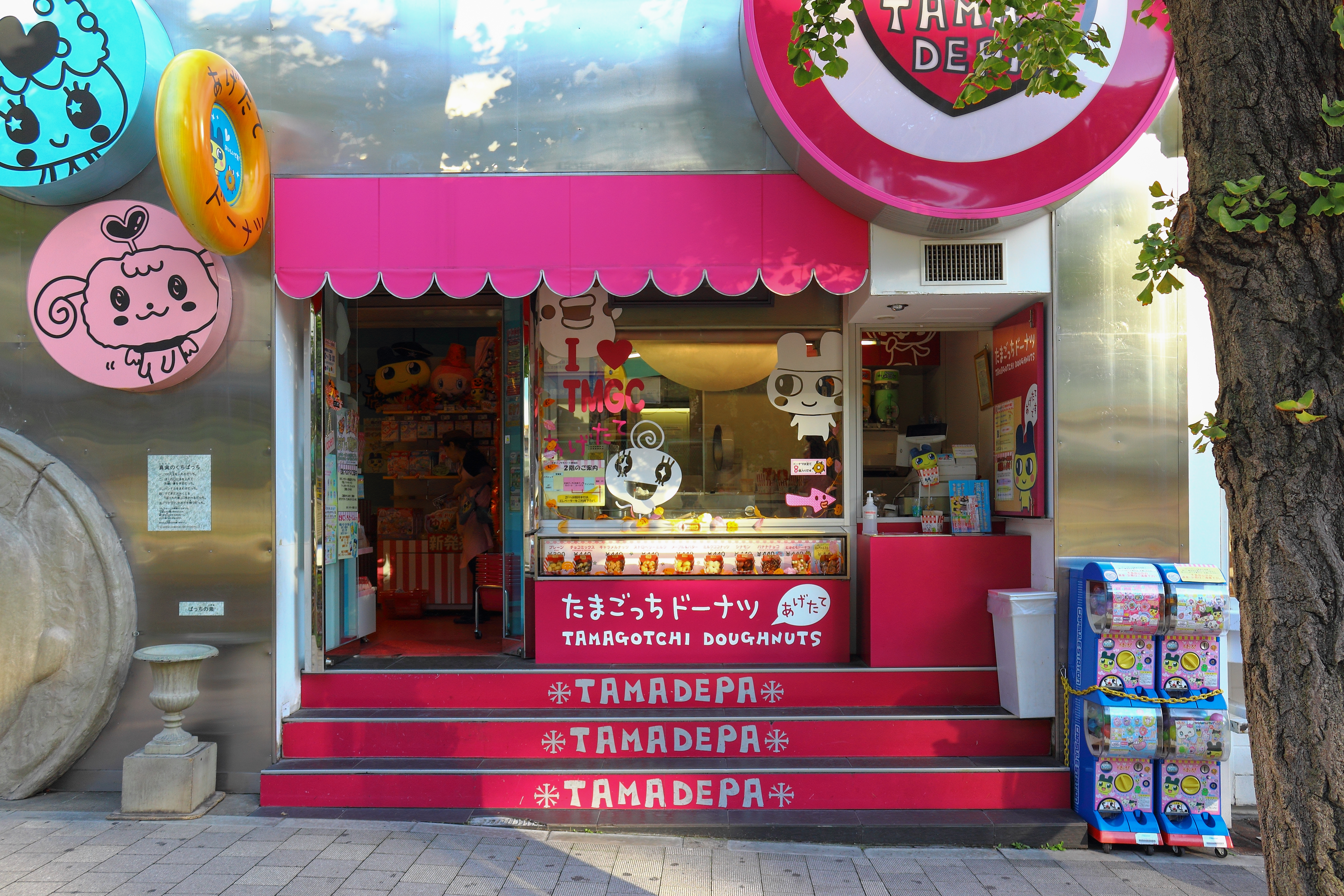
Cửa hàng chính thức của Tamagotchi ở Harajuku, Tokyo

Trong các phiên bản gần đây, người chơi kiếm được tiền gọi là Gotchi Points khi chơi trò chơi và có thể sử dụng tiền trong cửa hàng trong trò chơi để mua các loại thực phẩm, đồ chơi, phụ kiện khác nhau hoặc thậm chí trang trí phòng cho thú cưng.

#### Kết nối
Sử dụng giao tiếp hồng ngoại, hai người chơi có thể liên kết và thú cưng có thể kết bạn, chơi trò chơi, trao đổi quà tặng và thậm chí kết hôn. Kết nối hồng ngoại được giới thiệu với Plus/Connection, nhưng Chou Jinsei Enjoy Tamagotchi là model đầu tiên tương tác với máy tính. Kể từ đó, nhiều mdel tiếp theo cũng có thể tương tác với các trang web E-Tamago hoặc Tamatown bằng cách sử dụng mã chữ số được tạo bởi đồ chơi để đăng nhập vào Flash của trang web. Sau khi tạo mã, trò chơi vẫn bị tạm dừng cho đến khi người chơi nhập mã đăng xuất hoặc hủy. Người chơi có thể chơi minigame trong thị trấn để kiếm Gotchi Points hoặc sử dụng để mua vật phẩm trong các cửa hàng. Để chuyển điểm và vật phẩm trở lại, người chơi đăng xuất khỏi Flash và được cấp mã để nhập lại vào máy. Các mẫu mới hơn, chẳng hạn như Tamagotchi 4U và Tamagotchi 4U + có thể kết nối với các thiết bị Tamagotchi 4U khác, cũng như điện thoại thông minh và máy tính bảng, sử dụng giao tiếp trường gần. Không giống như các mẫu trước đây, Tamagotchi 4U không có hồng ngoại, do đó doanh số bán khá kém.

#### Hôn nhân và gia đình
Mesutchi và Osutchi Tamagotchis là những model đầu tiên giới thiệu tính năng hôn nhân và con cái, và tính năng được trả lại trong Plus/Connection và các mô hình tiếp theo. Hai người chơi với thú cưng đực và cái có thể liên kết và cho phép thú cưng phát triển tình bạn và yêu nhau. Một khi thú cưng đã nâng đủ số đo mối quan hệ của chúng, nó có thể kết hôn. Người chơi cũng có thể chọn cho thú cưng của mình kết hôn với thú cưng ngẫu nhiên do "Người mai mối" mang đến. Sau khi kết hôn, con cái sẽ sinh ra hai quả trứng, giữ một con và cho một con đực đi. Vì hai con cha mẹ sẽ tự động hướng dẫn cuộc sống của em bé, sự chăm sóc duy nhất mà người chơi cần làm là cấp thuốc trong trường hợp bị bệnh. Sau một vài ngày, cha mẹ sẽ rời đi, và người chơi nhận được một thế hệ mới. Điều này có thể tiếp tục miễn là người chơi biết cách chăm sóc vật nuôi. </br> Chou Jinsei Enjoy Tamagotchi cũng giới thiệu ý tưởng về nhân vật "gia đình" hoặc "nhóm". Những "gia đình" này là một kiểu phân loại cho các nhân vật có thể đạt được trong trò chơi, được nhóm chủ yếu theo ngoại hình, mặc dù chúng cũng được liên kết với một số kỹ năng nhất định. Một nhân vật của một nhóm không thể phát triển thành người lớn của một nhóm khác và nếu hai thú cưng của các nhóm khác nhau kết hôn và có trứng, đứa bé sẽ thuộc nhóm nữ. Tamagotchi M! X, phiên bản mới nhất của Nhật Bản, có một thay đổi đáng chú ý đối với tính năng này; trong bản phát hành này, con cái Tamagotchi có những đặc điểm hợp nhất từ cả bố và mẹ của chúng.

#### Khác
Với nhiều phiên bản khác nhau của đồ chơi, có những cơ chế ít phổ biến khác ảnh hưởng đến sự phát triển của thú cưng, bao gồm nhưng không giới hạn ở tình bạn với người chơi, các loại kỹ năng và sự nghiệp khác nhau. Chou Jinsei Enjoy Tamagotchi cũng giới thiệu Skill, có thể được xây dựng bằng cách chơi một số trò chơi với thú cưng, hoặc sử dụng một số đồ chơi hoặc thực phẩm mua từ E-Tamago hoặc các cửa hàng trong trò chơi. Có một số kỹ năng nhất định có thể giúp thú cưng có được sự nghiệp, và nếu được xây dựng đủ cao, có thể mở khóa các nhân vật đặc biệt.

## Phát hành
—Miyamoto Shigeru 
Tính đến năm 2009, đã có hơn 44 phiên bản Tamagotchi được phát hành kể từ khi được tạo ra vào năm 1996, một vài trong số đó chỉ được phát hành tại Nhật Bản. Cùng với Tamagotchi ban đầu, làn sóng Tamagotchi đầu tiên bao gồm các phiên bản theo chủ đề Giáng sinh, thiên thần và đại dương. Các phiên bản mới hơn bắt đầu vào năm 2004 với Tamagotchi Plus và phiên bản gần đây nhất là Tamagotchi Meets của Nhật Bản, được phát hành ở nước ngoài vào năm 2019 với tên gọi Tamagotchi On/
Bandai đã bán 400.000 máy vào năm 1996, tăng lên 10 triệu vào tháng 7 năm 1997 và 13 triệu vào tháng 10 năm 1997. Đến mùa xuân năm 1998, gần 40 triệu máy đã bán r trên toàn thế giới, bao gồm 20 triệu ở Nhật Bản và gần 20 triệu ở nước ngoài. Trong hai năm đầu tiên sau khi Tamagotchi phát hành, Bandai đã bán được 40 triệu con. Đến năm 2010, hơn 76 triệu Tamagotchi đã được bán trên toàn thế giới. Đến năm 2017, hơn 82 triệu chiếc đã được bán trên toàn thế giới. Tính đến tháng 3 năm 2021, Bandai Namco đã bán được 83,73 triệu chiếc Tamagotchi.
Đầu năm 2013, Bandai đã phát hành phiên bản nâng cao của Tamagotchi gốc năm 1996 dưới dạng ứng dụng iOS và Android miễn phí có tên "Tamagotchi L.i.f.e.". Phần tiếp theo, "Tamagotchi L.i.f.e. Angel", phát hành ngày 26 tháng 2 năm 2014. Kể từ tháng 7 năm 2019, Tamagotchi có màu đến Mỹ, nơi mà chúng được gọi là "Tamagotchi ON".
Bandai đã phát hành nhiều phiên bản đặc biệt khác nhau được các nhà sưu tập ưa thích, một số phiên bản là "Tamagotchi: Neon Genesis Evangelion" hoặc "Tamagotchi: Gudetama", ra mắt vào năm 2020.

### Trò chơi điện tử
Kể từ khi ra mắt, Tamagotchi đã có mặt trên một số máy chơi trò chơi điện tử cầm tay. Một số trò chơi đầu tiên có lối chơi tương tự như đồ chơi gốc. Một vài trò chơi nhóm đã xuất hiện trên các máy chơi trò chơi điện tử tại gia, cùng với loạt trò chơi mô phỏng Corner Shop và một số trò chơi nhập vai dành cho Nintendo DS.
Máy chơi trò chơi điện tử tại gia và máy chơi trò chơi điện tử cầm tay:  
| Trò chơi                                        | Thiết bị      | Phân phối     | Phát hành | Doanh thu |
| ----------------------------------------------- | ------------- | ------------- | --------- | --------- |
| Tamagotchi ( Game de Hakken!! Tamagotchi)       | Game Boy      | International | 1997      | 3,000,000 |
| Game de Hakken!! Tamagotchi V2                  | Game Boy      | Japan         | 1997      | 1,450,000 |
| Game de Hakken!! Tamagotchi Osutchi to Mesutchi | Game Boy      | Japan         | 1997      |           |
| Tamagotchi 64: Minna de Tamagotchi World        | Nintendo 64   | Japan         | 1997      |           |
| Hoshi de Hakken!! Tamagotchi                    | PlayStation   | Japan         | 1998      |           |
| Sega Saturn de Hakken!! Tamagotchi Park         | Sega Saturn   | Japan         | 1998      |           |
| Tamagotchi Town                                 | Super Famicom | Japan         | 1999      |           |
| Tamagotchi Connection: Corner Shop              | Nintendo DS   | International | 2005      |           |
| Tamagotchi Connection: Corner Shop 2            | Nintendo DS   | International | 2006      |           |
| Tamagotchi: Party On!                           | Wii           | International | 2006      |           |
| Tamagotchi Connection: Corner Shop 3            | Nintendo DS   | International | 2007      |           |
| Tamagotchi no Furifuri Kagekidan                | Wii           | Japan         | 2007      |           |
| Tamagotchi no Narikiri Channel                  | Nintendo DS   | Japan         | 2009      |           |
| Tamagotchi no Narikiri Challenge                | Nintendo DS   | Japan         | 2010      |           |
| Tamagotchi Collection                           | Nintendo DS   | Japan         | 2011      |           |
| Ouchi Mainichi Tamagotchi                       | Nintendo 3DS  | Japan         | 2012      |           |

| Trò chơi                          | Hệ điều hành/Thiết bị              | Phân phối     | Phát hành | VDoanh số |
| --------------------------------- | ---------------------------------- | ------------- | --------- | --------- |
| Tamagotchi CD-ROM                 | Windows 95                         | International | 1998      | 250,000   |
| Tamagotchi L.I.F.E.               | Android, iPod Touch, iPad, iPhone, |               | 2013      |           |
| Tamagotchi L.I.F.E. Angel         | Android, iPod Touch, iPad, iPhone  |               | 2013      |           |
| Tamagotchi L.I.F.E. Tap and Hatch | Android, iPod Touch, iPad, iPhone  |               | 2013      |           |
| Tamagotchi Classic -Original-     | Android, iPod Touch, iPad, iPhone  |               | 2015      |           |
| My Tamagotchi Forever             | Android, iPod Touch, iPad, iPhone  |               | 2018      |           |

### Giải trí
Nhân vật Mametchi xuất hiện trong Mario Kart Arcade GP 2 của Namco Bandai/Nintendo với tư cách là một nhân vật có thể chơi được, cùng với thú cưng của anh ta, Bagubagutchi, như một vật phẩm. Mametchi và Yumemitchi cũng xuất hiện trong trò chơi arcade Taiko no Tatsujin dưới dạng trang phục có thể mở khóa.
Một máy arcade có tên là TamaStation ở Nhật Bản, người chơi có thể giành giải thưởng cho Tamagotchi. Máy này có một số phần tiếp theo, chẳng hạn như TamaStation 2.

## Tiếp thị và các phương tiện truyền thông khác

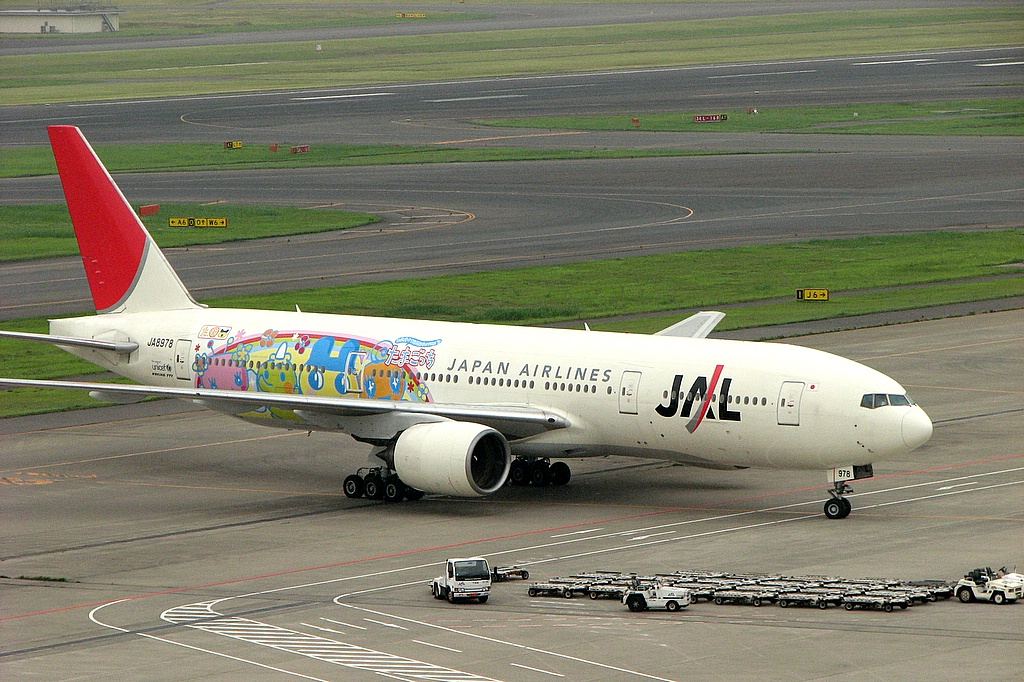
Máy bay Boeing 777 của Japan Airlines được vẽ với chủ đề Tamagotchi vào năm 2006

Một người đàn ông tạo dáng với bức tượng linh vật của loạt là Mametchi trước trụ sở của Bandai ở Taito, Tokyo

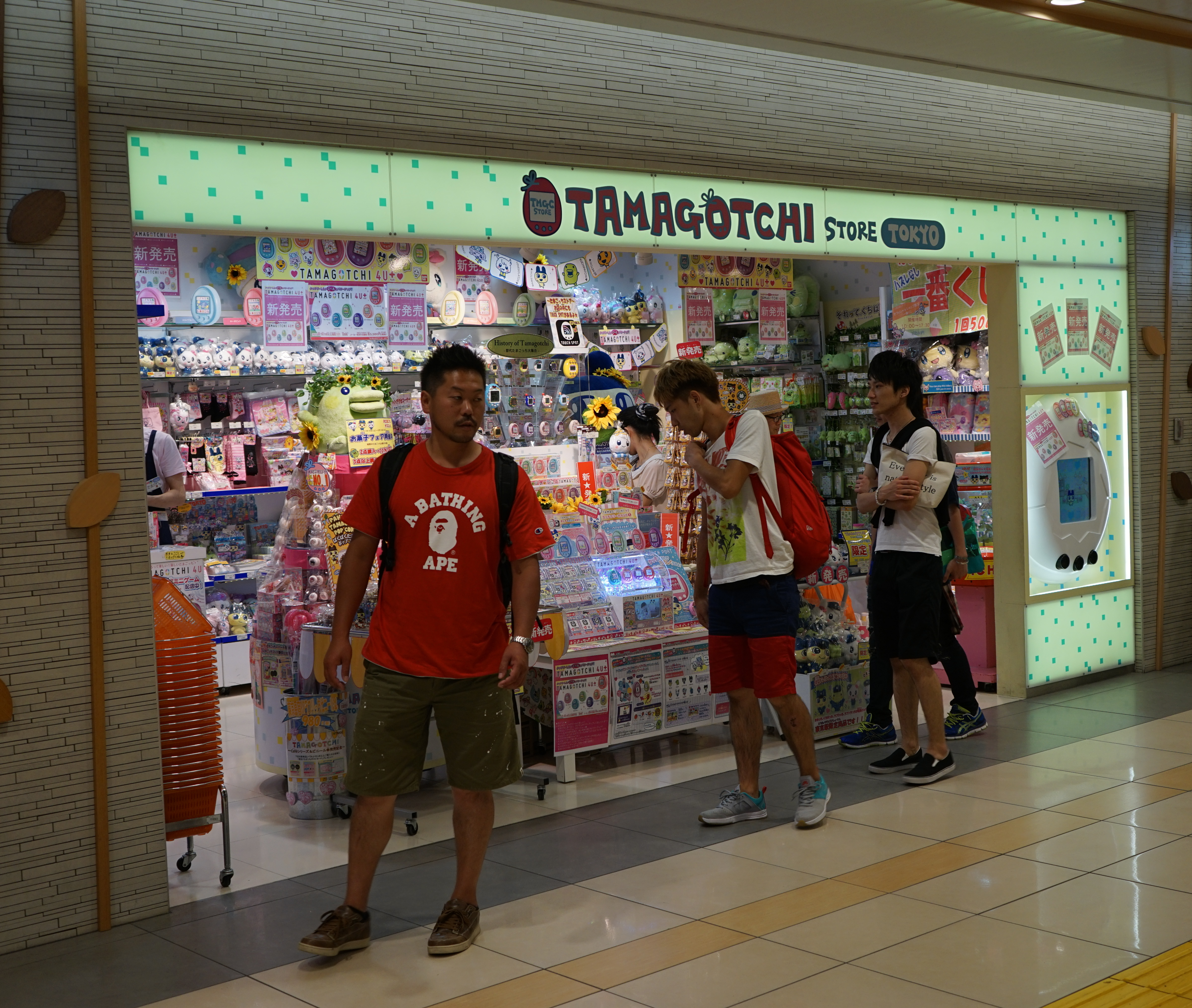
Cửa hàng Tamagotchi

### Trò chơi điện tử
Trong Call of Duty: Modern Warfare (2019), có một vật phẩm có thể mua được tương tự như Tamagotchi ở dạng đồng hồ, được gọi là Tomogunchi với giá. Vật phẩm đó có thể mua được với giá 1.000 CP (Điểm Gọi Nhiệm vụ). Có một loài động vật cũng giống như trong Tamagotchi nở ra và phát triển thông qua việc người chơi giết, chiếm mục tiêu và chiến thắng trong các trận đấu công khai.
Tamagotchi cũng xuất hiện dưới dạng nhân vật và vật phẩm trong Chibi-Robo! Plug into Adventure (2005). Đó là một món quà mà người chơi có thể tặng cho Ngài Sanderson sau khi hoàn thành câu chuyện chính bằng cách theo dõi một trong các bản đồ kho báu của Thuyền trưởng Plankbeard.

### Phim
Ngày 5 tháng 6 năm 2007, Reuters thông báo phim hoạt hình Tamagotchi sẽ được phát hành vào tháng 12 năm 2007. Bộ phim, Tamagotchi: The Movie, tập trung vào Mametchi, cùng với những người bạn Memetchi và Kuchipatchi. Được giới thiệu là Tanpopo, một cô gái loài người mà Mametchi vô tình chuyển đến Hành tinh Tamagotchi; và Chamametchi, em gái của Mametchi, được sinh ra trong các sự kiện của bộ phim. Tamagotchi: The Movie được phát hành vào ngày 15 tháng 12 năm 2007 và được phân phối bởi Toho Co. Bộ phim đứng ở vị trí thứ 3 tại phòng vé vào tuần công chiếu. Vào ngày 31 tháng 5 năm 2008, nhà phân phối Bandai Entertainment ở Bắc Mỹ tuyên bố họ đã mua bản quyền của bộ phim. Bản phát hành tiếng Anh đầu tiên của bộ phim là phiên bản DVD, được phát hành vào ngày 3 tháng 6 năm 2009 tại Úc bởi Madman Entertainment. UK DVD phát hành vào ngày 14 tháng 9 năm 2009 thông qua Manga Entertainment.
Ngày 20 tháng 12 năm 2008, một bộ phim thứ hai, được gọi là Tamagotchi: Happiest Story in the Universe! được phát hành. Bộ phim này, giới thiệu một Tamagotchi mới được gọi là Hapihapitchi, sau đó đã được phát hành trên DVD, vào ngày 26 tháng 6 năm 2009. Không giống như bộ phim đầu tiên, Happiest Story in the Universe! không được lồng tiếng bằng tiếng Anh, nhưng một bản lồng tiếng Anh cực kỳ hiếm lại tồn tại ở Philippines. Madman Entertainment dự định lồng tiếng cho Happiest Story in the Universe! nhưng bản lồng đã bị hủy mà không rõ lý do.
Ngày 1 tháng 11 năm 2016, Bandai công bố một bộ phim ngắn mới có tên Tamagotchi: Secret Delivery Operations. Bộ phim được phát hành cùng với Kamisama Minarai:'' ''Himitsu no Cocotama vào ngày 28 tháng 4 năm 2017 và được kèm vào DVD của bộ phim Cocotama phát hành vào ngày 6 tháng 12 năm 2017. Bộ phim ngắn một lần nữa theo chân Mametchi và những người bạn của anh ta, được giao nhiệm vụ giao những món hàng thiết yếu cho Gotchi King trong khi một móng vuốt cơ khí khổng lồ của Spacy Brothers can thiệp vào việc giao hàng.
Trong bộ phim Turning Red ra mắt năm 2022, lấy bối cảnh năm 2002, nhân vật chính Meilin "Mei" Lee sở hữu một Tamagotchi mà cô đặt tên là "Robere Junior", theo tên một trong những thành viên của ban nhạc yêu thích của cô. Điều này được truyền cảm hứng bởi mong muốn có một Tamagotchi của đạo diễn Domee Shi khi cô ấy còn trẻ.

### Anime
Bộ anime chỉ phát hành ở Nhật Bản có tên Anime TV de Hakken! ! Tamagotchi (ニ メ TV で 発 見 !! た ま ご っ, sáng. "Found on Anime TV!! Tamagotchi") được phát sóng từ ngày 7 tháng 7 năm 1997 đến ngày 21 tháng 3 năm 1998 trên Fuji TV. Nhưng chắc đó chỉ có 9 tập tìm được bởi Tamagotchi archive (tamagotchi lưu trữ) còn tập 10 - 27 đã mất và chỉ có sẵn trên DVH
Tháng 12 năm 2007, Bandai Japan bắt đầu phát sóng Saa Ikō! Tamagotchi (さ ぁ イ コ！ た ま) một tuần trước khi phát hành bộ phim đầu tiên. Vào tháng 12 năm 2008, Bandai America đã đặt tên cho loạt là Let Go! Tamagotchi và bắt đầu phát trực tuyến trên YouTube bằng cả tiếng Anh và tiếng Nhật, phần chú thích tới bảy ngôn ngữ khác nhau.
Năm 2009, một bộ anime truyền hình khác được công bố, gọi là Tamagotchi! (たまごっち!). Bắt đầu vào tháng 10 năm 2009 và kết thúc vào tháng 3 năm 2015. Bản lồng tiếng Anh ngắn của anime Tamagotchi được phát sóng ở Úc trên kênh GO! từ 2010-2014; chỉ 26 tập đầu tiên được lồng tiếng và được lặp lại cho đến năm 2014, khi GO! bỏ anime ra khỏi kênh của họ. Bộ phim còn được lồng tiếng ở Tagalog ở Philippines. Ngoài ra còn có một bản lồng tiếng ở Đài Loan được phát sóng trên YoYo TV.
Từ ngày 23 tháng 11 năm 2013 đến tháng 12 năm 2014, Bandai America chuyển thể bộ anime Tamagotchi thứ hai, Tamagotchi! Yume Kira Dream, thành "webisodes" để quảng bá bổ sung mới nhất cho những phiên bản phát hành bên ngoài Nhật Bản, Tamagotchi Friends.

### Hoạt hình
Hoạt hình Tamagotchi Video Adventures do 7th Level, Inc. sản xuất và hợp tác với Bandai vào năm 1997. Dan Kuenster làm đạo diễn, Susan Deming sản xuất, Kuenster , Deming và David Lewman biên kịch . Thời lượng khoảng 42 phút rưỡi. Cosmotchi gửi Tamagotchi đến Trái đất để thu thập một vật thể tiêu biểu nhất hành tinh cho Bảo tàng Tamagotchi. Một video ca nhạc hoạt hình gốc ("Tamagotchi là gì?") và một vở kịch chỉ cách vẽ Tamagotchi, với sự tham gia của đạo diễn Kuenster.

### Âm nhạc
- Album Ping Pong năm 1997 của Momus có một bài hát tên là "Tamagotchi Press Officer", để chế giễu chiến lược quảng cáo của Bandai.[25]
- Một bài hát tên là "Tamagotchi" được phát hành bởi ban nhạc Sqeezer vào năm 1997.
- Tại Nhật Bản, ban nhạc Kigurumi, sau khi có được thành viên mới và trở thành bộ ba, đã phát hành đĩa đơn "Tamagotchi" vào ngày 21 tháng 11 năm 2007, cũng là nhạc nền cho bộ phim.[26] Nó được lồng tiếng Anh cùng với bản lồng tiếng của bộ phim.
- Bài hát Daze của nhóm Eurodance mang tên "Together Forever" sử dụng nhiều tài liệu tham khảo của Tamagotchi.
- Bộ đôi nhạc pop Los Angeles LOONER phát hành cống phẩm của họ cho món đồ chơi vào tháng 5 năm 2009 với đĩa đơn "I Love My Tamagotchee!".[27]
- Ban nhạc Eraserheads của Philippines đã sáng tác một bài hát có tên " Tamagotchi Baby ".
- Ban nhạc Đức Die Ärzte cũng đã sáng tác một bài hát tên là "Tamagotchi".
- Ca sĩ người Pháp Lorie đã thực hiện một bài hát có tên "La TamaDance" vào năm 2014 để tham gia cuộc thi TamaDance.
- Tamagotchi!, anime dựa trên Tamagotchi, cũng có nhiều bài hát gốc.
- Bộ đôi rapper người Ba Lan Taconafide (Taco Hemingway và Quebonafide) đã phát hành bài hát Tamagotchi của họ vào năm 2018; đạt vị trí số 1 trên nhiều bảng xếp hạng của Ba Lan.

## Phê bình và tranh cãi
Trong những năm 1990, trẻ em thường xuyên mang thú cưng kỹ thuật số Tamagotchi đến trường vì trong hai phiên bản đầu tiên (Thế hệ 1 và Thế hệ 2), một nhân vật có thể chết trong vòng chưa đầy nửa ngày nếu không được chăm sóc đầy đủ. Những lo ngại về sự gián đoạn trong lớp học cũng như sự phân tâm việc học ở trường đã khiến nhiều trường học cấm sản phẩm này. Trẻ em trở nên xúc động trước cái chết của Tamagotchi của chúng, dẫn đến việc thanh thiếu niên gửi chúng đến nghĩa địa để chôn cất và truyền thuyết đô thị về vụ tự sát của thanh thiếu niên, chẳng hạn như trường hợp một cô gái tuổi teen treo cổ tự tử khi Tamagotchi chết và cha mẹ cô ấy mang nó đi như một sự trừng phạt.